# Fred Allard
Pour les articles homonymes, voir Allard.
Fred Allard, né le 5 mai 1968, est un artiste contemporain français. Il exerce dans son atelier familial de Saint-Laurent-du-Var, à proximité de Nice, en France.
Il travaille principalement des sculptures à base d'objets compressés et figés dans la résine,. Il s'inscrit dans la lignée du courant de l'école de Nice, notamment César et ses compressions ou Arman pour ses inclusions.
Depuis 2019, il possède deux galeries : une au sein de l'Hôtel Lutetia à Paris, l'autre à Saint-Tropez

## Biographie
Passionné par la mode et le design, il commence sa carrière professionnelle à travers la photographie. Il fonde en 2008 le site Vitrines Parisiennes consacré à la mode féminine.
En 2011, Nicole Rubi l’invite à exposer ses premières œuvres dans son établissement La Petite Maison, à Nice. L'année suivante, il expose à la galerie Maud Barral, à Nice. Son exposition « Héroïnes » est consacrée aux femmes, et notamment à Kate Moss. 
En 2017, Fred Allard expose ses œuvres au Royal Monceau en collaboration avec les Galeries Bartoux,.
En 2018, Fred Allard expose les œuvres de sa série « Vide ton sac » à l'hôtel Barrière à Courchevel, avec les Galeries Bartoux,,. Il s’est aussi vu confier les objets fétiches du footballeur brésilien Neymar, afin de les cristalliser dans un œuvre de sa série « Vide ton sac » dans le cadre d’une opération caritative[source secondaire souhaitée]. 
En 2019, Fred Allard présente à l'Eden Fine Art Gallery à New York son exposition KARL[source secondaire souhaitée].  
La même année, il inaugure sa première galerie à l'Hôtel Lutetia à Paris. L'œuvre réalisée pour la fondation Neymar JR., œuvrant pour les enfants défavorisés au Brésil, y est exposée,.
En 2021, il se voit confier les objets fétiches et les addictions de grands sportifs tels que Fabio Quartararo, Charles Leclerc, Raphaël Varane, Romain Ntamack, Tony Parker, Nikola Karabatic, Sébastien Ogier, Eugénie Le Sommer, Alexis Pinturault ou encore Aurélien Giraud, afin de les cristalliser dans des œuvres personnalisées de la série « Vide Ton Sac » et pour lesquelles il travaille en étroite collaboration avec chacune des personnalités impliquées[source secondaire souhaitée].
En septembre 2021, Fred Allard crée une collection de 3 pièces emblématiques autour de la chaussure Puma Suède, à la demande de la marque[source secondaire souhaitée].
Fin 2021, Charles Leclerc lui confie le design de son casque pour le Grand Prix d’Abu Dhabi[source secondaire souhaitée].